# Barbora Zápolská
Barbora Zápolská (polsky Barbara Zápolya) (první polovina roku 1495 – 2. října 1515, Krakov) byla první manželkou polského krále Zikmunda I. Starého a jako taková polskou královnou a velkokněžnou litevskou.
Narodila se jako třetí dítě (první dcera) Štěpána Zápolského, pána na Trenčíně, hraběte spišského, vojvody sedmihradského, a Hedviky Těšínské.

## Biografie
Za manželku Zikmunda I. Starého byla vybrána na návrh jeho bratra Vladislava II. Jagellonského. Svatba a Barbořina korunovace se uskutečnily v Krakově 8. nebo 12. února roku 1512.
V březnu téhož roku odjela s manželem do Poznaně, kde se o rok později, 15. března 1513, narodila jejich dcera Hedvika (1513–1573), a vzápětí v květnu 1513 na Litvu. Barbora zůstala sama ve Vilně, zatímco Zikmund se účastnil války s Moskevským knížectvím (1512–1522).
4. února roku 1515 se společně vrátili na Wawel. 1. června téhož roku Barbora porodila druhou dceru Annu (1515–1520). Po porodu se těžce roznemohla a po několika měsících 2. října zemřela (dostupné prameny nedovolují stanovit přesně příčinu smrti).
Pochována byla 18. října v katedrále na Wawelu v kapli Nanebevstoupení Panny Marie. 13. července roku 1533 byly ostatky královny i její v pěti letech zemřelé dcerky Anny přemístěny do Zikmundovské kaple, jejíž stavbu započal král Zikmund po smrti milované ženy.